# Frank Guinta

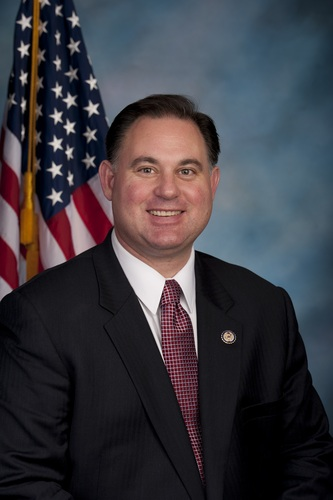
Frank Guinta (2011)

Frank Christopher Guinta (* 26. September 1970 in Edison, New Jersey) ist ein US-amerikanischer Politiker. Von 2011 bis 2013 und von 2015 bis 2017 vertrat er den Bundesstaat New Hampshire im US-Repräsentantenhaus.

## Leben
Frank Guinta besuchte bis 1989 die Canterbury School in New Milford (Connecticut). Danach studierte er bis 1993 am Assumption College in Worcester (Massachusetts). Anschließend arbeitete er in der Versicherungsbranche und als Angestellter im Justizwesen (Law Clerk). Politisch wurde er Mitglied der Republikanischen Partei. Im Jahr 1999 war er für das Versicherungsministerium (Insurance Department) des Staates New Hampshire tätig; zwischen 2000 und 2002 saß er als Abgeordneter im Repräsentantenhaus von New Hampshire. Von 2002 und 2006 war er Stadtrat in Manchester. Dort amtierte er danach bis 2010 auch als Bürgermeister. In den Jahren 2003 und 2004 gehörte er zum Stab des Kongressabgeordneten Jeb Bradley.
Bei den Kongresswahlen des Jahres 2010 wurde Guinta im ersten Wahlbezirk von New Hampshire in das US-Repräsentantenhaus in Washington, D.C. gewählt, wo er am 3. Januar 2011 die Nachfolge der ihm zuvor unterlegenen Demokratin Carol Shea-Porter antrat. Bei den Kongresswahlen 2012 trat Guinta wieder gegen Shea-Porter an und verlor diesmal mit 45:50 Prozent der Stimmen. Daher ist er am 3. Januar 2013 wieder aus dem Kongress ausgeschieden. Während seiner ersten Amtszeit als Kongressabgeordneter war er Mitglied im Haushaltsausschuss, im Ausschuss für Verkehr und Infrastruktur und im Committee on Oversight and Government Reform sowie in sechs Unterausschüssen. Die Organisation Citizens for Responsibility and Ethics in Washington führt Guinta in ihren Berichten als korrupten Abgeordneten wegen finanzieller Unregelmäßigkeiten während seines Wahlkampfs 2009.
Bei den Kongresswahlen 2014 kam es zum dritten Mal zum Duell zwischen Guinta und Shea-Porter. Diesmal konnte sich der Republikaner mit einem Anteil von 52 Prozent der Stimmen wiederum durchsetzen und seine demokratische Kontrahentin am 3. Januar 2015 im Kongress ablösen. Zwei Jahre später kam es bei den Wahlen des Jahres 2016 erneut zum Wahlduell zwischen Guinta und Shea-Porter, das dieses Mal die Demokratin für sich entscheiden konnte. Daher schied Guinta mit Ablauf der Legislaturperiode am 3. Januar 2017 aus dem Kongress aus.